# Fernando de la Peña (esgrimidor)
Fernando de la Peña Olivas (Madrid, 22 de agosto de 1959) es un deportista español que compitió en esgrima, especialista en la modalidad de espada.
Ganó una medalla de bronce en el Campeonato Mundial de Esgrima de 1993, en la prueba individual. Participó en tres Juegos Olímpicos de Verano, entre los años 1988 y 1996, ocupando el sexto lugar en Barcelona 1992, en el torneo por equipos. 
Tras su retirada fue preparador físico de los equipos nacionales de la selección de esgrima de España.

## Palmarés internacional
| Campeonato Mundial | Campeonato Mundial | Campeonato Mundial | Campeonato Mundial |
| Año                | Lugar              | Medalla            | Prueba             |
| ------------------ | ------------------ | ------------------ | ------------------ |
| 1993               | Essen (Alemania)   | Medalla de bronce  | Espada individual  |